# David Eckstein
David Mark Eckstein (* 20. Januar 1975 in Sanford, Florida) ist ein ehemaliger US-amerikanischer Baseballspieler in der Major League Baseball. Zuletzt spielte er für die San Diego Padres.
Sein Debüt gab er am 3. April 2001 bei den Los Angeles Angels. Für die sogenannten „Halos“ spielte Eckstein bis zur Saison 2004. 2002 konnte er mit den Angels World Series 2002 gegen die San Francisco Giants gewinnen.
Von 2005 an war Eckstein für den Traditionsklub aus der Stadt des Gateway Arch, den St. Louis Cardinals, aktiv. 2006 konnte er erneut die World Series gewinnen und wurde sogar zum MVP der World Series gewählt.
In der Saison 2008 wechselte Eckstein zu den Toronto Blue Jays. Am 31. August 2008 wurde er im Austausch für Minor League Pitcher Chad Beck zu den Arizona Diamondbacks getradet.
Am 15. Januar 2009 unterzeichnete er einen Ein-Jahres-Vertrag bei den San Diego Padres, mit der Bedingung, dass er hauptsächlich als Second Baseman spielen würde. Am 22. August 2009 verlängerte er um ein weiteres Jahr. Er erfüllte seinen Vertrag und bestritt das letzte Spiel seiner Karriere am 3. Oktober 2010.
Geschätzt wurde Eckstein in der US-Fachwelt aufgrund seines „Fighting Spirits“, sowie seiner herausragenden Fähigkeiten als Leadoff-Hitter (wenige Strikeouts + viele Bases on Balls). Auch in der Defensive spielte er als Shortstop einen soliden Ball.